# Neu Gülze

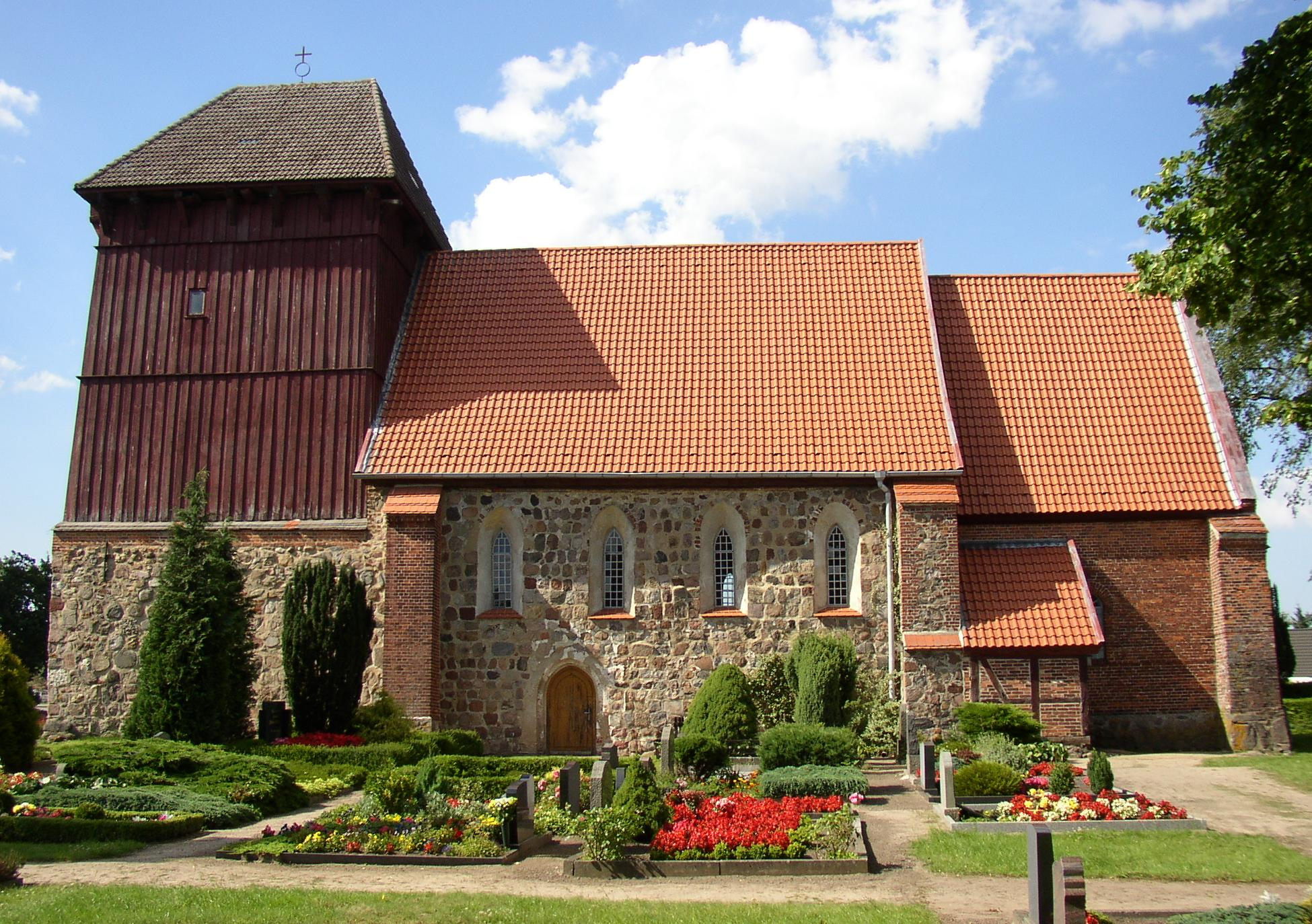
Nhà thờ ở Zahrensdorf

Neu Gülze là một đô thị ở huyện of Ludwigslust, bang Mecklenburg-Vorpommern, Đức. Đô thị này có diện tích 12,97 km², dân số thời điểm 31 tháng 12 là 775 người.